# Tetrastichus cupressi
Tetrastichus cupressi är en stekelart som beskrevs av Yang 1996. Tetrastichus cupressi ingår i släktet Tetrastichus och familjen finglanssteklar. Inga underarter finns listade i Catalogue of Life.